# Kunar
Kunar (paszto: کُنَر, perski: کنر) – jedna z 34 prowincji (wilajet) Afganistanu, położona w północno-wschodniej części kraju. Prowincja Kunar graniczy na wschodzie z Pakistanem, na zachodzie z prowincją Laghman, na południu z prowincją Nangarhar, a na północy z prowincją Nurestan. Jej obecnym gubernatorem jest Assadullah Wafa. W 2021 roku liczyła ponad 508 tys. mieszkańców.

## Dystrykty
Prowincja Kunar dzieli się na 15 dystryktów:
- Dystrykt Asadabad
- Dystrykt Marawara
- Dystrykt Bar Kunar
- Dystrykt Dangam
- Dystrykt Nari
- Dystrykt Ghaziabad
- Dystrykt Shaygal Wa Shiltan
- Dystrykt Wata Pur
- Dystrykt Chapa Dara
- Dystrykt Dara-I-Pech
- Dystrykt Narang
- Dystrykt Chawkay
- Dystrykt Nurgal
- Dystrykt Khas Kunar
- Dystrykt Sirkanay